# 谷口悦司
谷口 悦司（たにぐち えつじ、1979年6月8日 - ）は、大阪府大阪市出身の元プロ野球選手（投手）。

## 来歴・人物
大阪桐蔭高等学校では3年夏に7回参考記録ながらノーヒットノーランを達成。
高校卒業後に進んだ日本生命では、全国レベルでの大会登板は僅かであった。140キロ台中盤のストレートを投げる大型の本格派左腕で、2000年もドラフト候補に挙がった。
2001年のドラフト会議4巡目で大阪近鉄バファローズから指名を受け、入団。前年の投手力の低さに悩まされた近鉄はこのドラフトで谷口・有銘兼久・佐藤和宏と即戦力左腕投手を一挙に3人も獲得した。
2005年、球団合併に伴う分配ドラフトを経てオリックス・バファローズに移籍。
同年、球団から戦力外通告を受け一軍での登板経験がないまま現役引退、肘の怪我などもあり引退を決意した。
引退後は整骨院で見習いをする道に進んだ。
柔道整復師、鍼灸師の免許取得後、整形外科勤務。
2015年1月10日付でオリックス・バファローズ球団に復帰し、本部編成部アマチュアスカウトグループ所属のスカウトとなった。

## 選手としての特徴
持ち球はカーブと切れ味鋭いスライダーで、速さよりキレで勝負するタイプ。

## 詳細情報

### 年度別投手成績
- 一軍公式戦出場なし

### 背番号
- 47 （2002年 - 2004年）
- 91 （2005年）